# Chiesa di San Giovanni Battista (Ciminna)
La chiesa di san Giovanni Battista sorge a Ciminna e dà, per la sua importanza, il nome al quartiere omonimo e la sua storia è legata a quella del crocifisso, che si venera in essa.

## Storia e descrizione
Anticamente era una piccola chiesa, con un piccolo oratorio annesso dedicato a san Giovanni Battista.
Tra le notizie frammentarie sulla costruzione della chiesa sappiamo che nel 1534, Umiliano Logia nominò alla sua morte erede universale la moglie Giovanna Logia, la quale ne doveva essere usufruttuaria durante la sua vita e, dopo la morte, la vigna e il giardino con altri suoi beni dovevano passare alla venerabile confraternita di san Giovanni Battista, con l'obbligo di fabbricare la cappella di san Giovanni evangelista.
Nel 1579 iniziarono i lavori di costruzione della sacrestia. La chiesa ha una magnifica facciata di stile tardo barocco, con tre porte d'ingresso, con un portale a colonne tortili ed altri elementi stilistici che la fanno attribuire per tradizione a Paolo Amato, architetto del Senato palermitano, nativo di Ciminna.
La chiesa si presenta a pianta basilicale a tre navate divisa da due ordini di cinque colonne, in stile dorico-romano, la tribuna maggiore presentano decorazioni settecentesche. Il presbiterio, realizzato a forma di catino, contiene un vano che ospita il crocifisso. La costruzione dell'attuale tempio nasce dall'accresciuta devozione e, soprattutto, dagli avvenimenti miracolosi attribuiti dalle leggende al crocifisso che si venera in essa. L'attuale tempio fu eretto nello stesso luogo di quello antico.
All'interno opere dal XV al XVIII secolo:
- trittico della Madonna dell'Udienza, opera eseguita a tempera su tavola;
- crocifisso ligneo datato al XV secolo
- San Nicola di Bari, opera marmorea;
- crocifisso ligneo, databile attorno alla metà del XV secolo, di autore ignoto. A partire dagli eventi miracolosi accaduti nel 1623, ed in seguito nel 1651, il suddetto crocifisso fu collocato in una nicchia decorata ad intaglio, posta nell'abside maggiore sopra l'altare;
- San Giovanni Battista, legno dipinto e dorato. Proveniente dalla piccola ed omonima chiesa, è di difficile datazione a causa dei numerosi rimaneggiamenti. Realizzata in legno di fattura prettamente fine cinquecento, non ne si conosce l'autore;
- Adorazione dei re Magi, olio su tela centinato, opera del XVII secolo, non ne si conosce l'autore.
- Santa Caterina d'Alessandria, olio su tela, opera del XVII secolo, non ne si conosce l'autore;
- Madonna con Bambino che incorona santa Rosalia tra i santi Giovanni Battista e Rocco, olio su tela. L'opera, considerata la scena raffigurata, si può collocare nel XVII secolo. Dal recente restauro coordinato dalla Soprintendenza di Palermo l'opera è stata attribuita al pittore fiammingo Geronimo Gerardi che visse a Palermo.
- San Nicola di Bari, olio su tela centinato del XVIII secolo, non ne si conosce l'autore.
- Madonna del Rosario tra i santi Domenica, Caterina, Rosalia e Isidoro, olio su tela del XVIII secolo, non ne si conosce l'autore.
- Martirio di san Pantaleone, olio su tela centinato del XVIII secolo, non ne si conosce l'autore.

Furono realizzate le suppellettili in argento a servizio della chiesa, tra le quali si annotano: Le due lampade pensili, una realizzata nel 1656 e l'altra nel 1663, ostensori, calici e vari oggetti datati dalla metà del Seicento alla metà del Settecento. All'interno della chiesa erano presenti due confraternite con i seguenti titoli: La Confraternita di san Giovanni Battista, presente nel XVI secolo, e la Confraternita dei quattro santi Coronati nel 1714.